# 세브란스: 단절
《세브란스: 단절》(영어: Severance)은 애플 TV+에서 2022년 2월부터 방영된 미국의 공상 과학, 심리 스릴러 드라마이다.

## 출연진

### 주연
- 애덤 스콧 - 마크 스카우트 역
- 잭 체리 - 딜런 조지 역
- 브릿 로어 - 헬리 리그스 역
- 트러멜 틸먼 - 세스 밀칙 역
- 젠 툴럭 - 데번 스카우트헤일 역
- 디천 래크먼 - 리컨 헤일 역
- 존 터투로 - 어빙 베일리프 역
- 퍼트리샤 아켓 - 하모니 코벨 역

### 조연
- 율 바스케스 - 피터 킬머 역
- 마이클 컴프스티 - 더그 그레이너 역
- 니키 M. 제임스 - 알렉사 역
- 시드니 콜 알렉산더 - 내털리 역
- 노라 데일 - 개비 아테타 역
- 클로디아 로빈슨 - 펄리샤 역
- 마크 케네스 스몰츠 - 저드 역

### 단역
- 마크 겔러 = 키어 이건 역
- 캐시디 레이턴 = 준 킬머 역
- 조앤 켈리 - 니나 역
- 이선 플라워 - 앤절로 아테타 역
- 캐런 올드리지 - 레가비 역
- 마이클 시베리 - 제임 이건 역

## 같이 보기
- 마르크스주의 소외론